# Hai să cântăm din nou!
Hai să cântăm din nou! (titlu original: Sing 2) este un film 3D de animație de comedie american din 2021 produs de Illumination Entertainment și distribuit de Universal Pictures.

## Prezentare
În acest sezon de sărbători, noul capitol din franciza animată uimitoare produsă de Illumination sosește cu vise mari și melodii de succes spectaculoase, în timp ce mereu optimistul koala Buster Moon și tovarășii săi artiști se pregătesc să lanseze cea mai uimitoare extravaganță de până acum. Există totuși o problemă: trebuie să-l convingă pe cel mai retras star rock din lume - interpretat de legenda rock Bono, aflat acum la debutul său în filmele de animație - să li se alăture.
Buster (câștigătorul Oscar® Matthew McConaughey) a transformat New Moon Theatre într-un hit local, dar Buster are ochii pe un premiu mai mare: lansarea unui nou spectacol la Crystal Tower Theatre, din fermecătorul Redshore City.
Dar, fără conexiuni, Buster și partenerii săi Rosita (câștigătoarea Oscar® Reese Witherspoon), porcul-șchin Ash (Scarlett Johansson), gorila Johnny (Taron Egerton), elefănțica timidă Meena (Tori Kelly) și, bineînțeles , provocatorul Gunter (Nick Kroll) - trebuie să se strecoare în birourile de renume mondial Crystal Entertainment, conduse de nemilosul lup mogul Jimmy Crystal (câștigătorul Emmy Bobby Cannavale).
Într-o încercare disperată de a-i atrage atenția lui Crystal, Gunter lansează spontan o idee revoltătoare pe care Buster o acceptă imediat, promițând că noul lor spectacol îl va avea ca protagonist pe legenda rock-ului Clay Calloway (Bono). Problema este că Buster nu l-a întâlnit niciodată pe Clay, un artist care s-a izolat de lume în urmă cu mai bine de un deceniu, după pierderea soției. Și, mai rău, Buster nu și-a dat seama că dl. Crystal este un gangster care preferă să arunce pe cineva de pe acoperișul unei clădiri decât să fie mințit.
În timp ce Gunter îl ajută pe Buster să pună în practică o capodoperă teatrală nemaivăzută, în urma presiunii din partea dlui. Crystal, rolul principal al Rositei îi este dat fiicei răsfățate a lui Crystal, Porsha (interpretată de Halsey, nominalizată la Grammy). Disperat să-și salveze spectacolul și viața, Buster pornește în căutarea lui Clay, pentru a-l convinge să se întoarcă pe scenă.
Ceea ce începe ca un vis de succes devine o amintire emoțională a puterii muzicii de a vindeca chiar și cea mai zdrobită inimă.
Hai să cântăm din nou! este scris și regizat de apreciatul regizor Garth Jennings și include personaje noi suplimentare interpretate de superstarul muzical Pharrell Williams, Letitia Wright din Black Panther și comedianții Eric Andre și Chelsea Peretti.
Filmul este produs de fondatorul și CEO-ul Illumination Chris Meledandri și de Janet Healy. Hai să cântăm din nou! combină zeci de cântece de succes rock și pop clasice, spectacole electrizante, măiestrie uluitoare și umorul și sufletul marcă proprie companiei de producție Illumination, promițând să fie evenimentul cinematografic al finalului de an.

## Distribuție
- Matthew McConaughey - Buster Moon
- Reese Witherspoon - Rosita
- Scarlett Johansson - Ash
- Taron Egerton - Johnny
- Bobby Cannavale - Jimmy Crystal[5]
- Tori Kelly - Meena
- Nick Kroll - Gunter
- Pharrell Williams - Alfonso[5]
- Halsey - Porsha Crystal[5]
- Chelsea Peretti - Suki[5]
- Letitia Wright - Nooshy[6]
- Eric André - Darius[6]
- Adam Buxton - Klaus Kickenklober
- Garth Jennings - Miss Crawly
- Peter Serafinowicz - Big Daddy
- Jennifer Saunders - Nana Noodleman
- Nick Offerman - Norman
- Bono - Clay Calloway
- Julia Davis - Linda Le Bon
- Spike Jonze - Jerry